# Marcin Dobrosołowski
Marcin Dobrosołowski herbu Poraj – dworzanin konny Zygmunta II Augusta w latach 1567–1571, rotmistrz piechoty w latach 1563–1567 i 1570–1571.

## Życiorys
Był synem Prokopa Dobrosołowskiego herbu Poraj - współwłaściciela wsi Dobrosołowo w gminie Kazimierz Biskupi. 
W 1562 roku wziął udział w wojnie z Moskwą, podczas której dowodził rotą pieszą w sile 200 ludzi. Spustoszył Siewierszczyznę, zdobył i zburzył Poczep, pojmał i uwięził posłów moskiewskich jadących do chana tatarskiego dla zawarcia z nim przymierza.
W 1572 roku był komendantem Chocimia w służbie hospodara mołdawskiego Bohdana IV Lăpușneanu. Bronił Chocimia przed wojskami tureckimi. Osłaniał powrotną przeprawę Mikołaja Mielęckiego przez Dniestr oraz razem z grupą 70 ludzi przez kilka tygodni bronił zamku przed Turkami i Mołdawianami hospodara Jana III Srogiego. Dobrosołowski ustąpił z Chocimia dopiero na rozkaz Jerzego Jazłowieckiego. Od lutego 1579 roku służył w otoczeniu hetmana Mielęckiego i brał udział w oblężeniu Połocka w 1579 roku, a następnie kierował artylerią przy oblężeniu miasta Sokół. Dzięki pomysłowemu ostrzelania warowni trzema pociskami ognistymi, sosnowe umocnienia zamku się zapaliły i umożliwiły szybkie zdobycie twierdzy. 
Po latach służby Marcin Dobrosołowski osiadł pod Buskiem na Rusi.